# Myrmecia varians
Myrmecia varians is een mierensoort uit de onderfamilie van de Myrmeciinae. De wetenschappelijke naam van de soort is voor het eerst geldig gepubliceerd in 1876 door Mayr.